# Cheumatopsyche ceramensis
Cheumatopsyche ceramensis là một loài Trichoptera trong họ Hydropsychidae. Chúng phân bố ở miền Australasia.